# Limberg (Thüringer Schiefergebirge)
Der Limberg bei Hasenthal im Landkreis Sonneberg ist ein 798,4 m ü. NHN hoher Berg im Südlichen Hohen Schiefergebirge.
Der Limberg liegt zwischen Hasenthal (Stadt Sonneberg) im Osten und Lauscha sowie dem Pappenheimer Berg im Westen. An seiner Westflanke fließt die Rögitz durch den Giftigsgrund, an der Nordostflanke der Langebach durch das Lange Tal. Der in amtlichen Karten bezeichnete Hauptgipfel weist eine Höhe von 792,6 m auf, ein südsüdwestlich liegender Nebengipfel nahe dem Vorwerk Haselbach erreicht über (798 m). Im Osten des Hauptgipfels reicht der Rodelberg (747,7 m) nach Hasenthal.